# Кіжа (Бурятія)
Кіжа (рос. Кижа) — залізнична станція Заіграєвського району, Бурятії Росії. Входить до складу Сільського поселення Горхонське.
Населення — 84 особи (2015 рік).